# Ах (Трир)
Ах (њем. Aach) општина је у њемачкој савезној држави Рајна-Палатинат. Једно је од 103 општинска средишта округа Трир-Сарбург. Према процјени из 2010. у општини је живјело 1.097 становника. Посједује регионалну шифру (AGS) 7235001.

## Географски и демографски подаци
Ах се налази у савезној држави Рајна-Палатинат у округу Трир-Сарбург. Општина се налази на надморској висини од 271 метра. Површина општине износи 7,0 km².

## Становништво
У самом мјесту је, према процјени из 2010. године, живјело 1.097 становника. Просјечна густина становништва износи 158 становника/km².